# Maruszewo (Grande-Pologne)
Pour les articles homonymes, voir Maruszewo.
Maruszewo (prononciation : [maruˈʂɛvɔ]) est un village polonais de la gmina de Rydzyna dans le powiat de Leszno de la voïvodie de Grande-Pologne dans le centre-ouest de la Pologne.
Il se situe à environ 4 kilomètres au nord de Rydzyna (siège de la gmina), à 7 kilomètres à l'est de Leszno (siège du powiat) et à 64 kilomètres au sud de Poznań (capitale régionale).
Le village possédait une population de 74 habitants en 2007.

## Histoire
De 1975 à 1998, le village faisait partie du territoire de la voïvodie de Leszno.

Depuis 1999, Maruszewo est situé dans la voïvodie de Grande-Pologne.